# M'Chouneche
M'Chouneche ou, en langue zénète, Himsounine, est une commune algérienne située dans la wilaya de Biskra, dans les Aurès du sud.

## Toponymie
tHimsounine est le pluriel de "thamsunt" qui veut dire "paradis" en langue Zénète.

## Géographie

### Situation
La commune est située à l'est de la wilaya de Biskra, à 30 km de Biskra et 120 km de Batna ; la daïra de M'chouneche ne comprend qu'une seule commune.
| Tigherghar (wilaya de Batna) | Menaa (wilaya de Batna) | Ghassira (wilaya de Batna) |
| Branis, Chetma               | M'Chouneche             | El Mizaraa                 |
| Sidi Okba                    | Aïn Naga                | El Mizaraa                 |

### Localités de la commune
On y trouve quatre agglomérations importantes : M'chouneche dite himsunine, Baniane, Ed dissa et Lahbal.

### Géographie physique
La commune se trouve dans la partie sud-ouest du massif de l'Aurès, entre le Djebel Ahmar Khaddou à l'est et le Djebel El Azreg (Ich Aziza en Chaoui) à l'ouest, dans la vallée encaissée (cañon) de Ighzer Amellal (oued Abiod).

### Géographie humaine
La population était de 10 000 habitants en 2008, dont 6700 au chef-lieu et 2900 dans les agglomérations secondaires.
Communications
La commune est traversée par la route nationale 31 qui relie Biskra à Batna par Arris, en passant par la vallée de l'oued El Abiod et par le col d'Aïn Tinn.

## Ethnographie

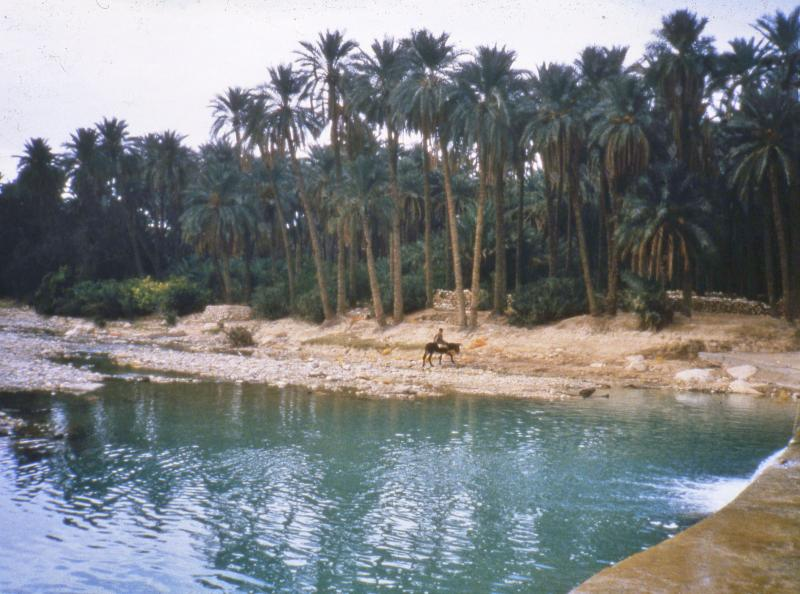
L'oasis de M'Chouneche

### Les ay h'med de Himsunine "M'Chouneche", une tribu territoriale.
La population autochtone est berbère ,d'origine zénète, et berbérophone. Du point de vue des structures traditionnelles, le territoire de la tribu est délimité :
- au nord-est, par le territoire tribal des Rouassirs (Kef Laarouss, Rassira, Ghoufi)
- à l'est et au sud-est, par le territoire tribal des Ouled Slimane ben Aissa, des Aachach et des Ouled Z'rara, c'est-à-dire l'ancien douar Oulech (Loulach), qui fait actuellement partie de la commune d'El Mizaraa (M'ziraa),

Il correspond historiquement au territoire tribal des Beni H'med établis dans les localités de M'chounech et de Lahbal d'une part et à celui des Ouled Aloui, établis dans les localités de Baniane et d'Ed dissa.
La tribu (arch) des Beni H'med de M'chounech est composée de six fractions (ferqa) établies jusqu'à nos jours dans les territoires familiaux constituant le chef-lieu de commune, à savoir :
- Les AithJimi à M'richi
- Les Aith H'sen à Hablith
- Les Aith M'barek u Slimane à Taqrarth
- Les Aith Moussa à R'mel
- Les Aith Abbas à Guern Abbas
- Les Aith Boussekar à Machkal.

Historiquement, la tribu des Beni h'med est issue d'une subdivision de la grande tribu des Ouled Daoud « icharqiyen » (« ceux de l'Est »), qui s'étend le long de l'oued al Abiod et fait opposition à la grande tribu des Ouled Abdi, c'est-à-dire celle de l'Aurès occidental, qui s'étend le long de l'oued Abdi.
Cette subdivision est liée aux migrations de populations et aux conquêtes et reconquêtes des territoires traversées par les épisodes confessionnels qu'a connus l'Afrique du Nord en général et de l'Aurés, en particulier.
Les Récits de fondation remontent l'apparition des ay h med à M'chounech vers le  XVe siècle à la suite de la chute de Cordoba et de la reconquista espagnole. Un saint soufi, Sheikh si Ahmed ben zerrouk s'y établit et fonda sa zaouia. Les descendants de sa lignée sont connus jusqu'à ce jour sous le nom de ay si hmed, qui correspond au patronyme des  Abbas et des Moussaoui. Le mausolée de si ali u yahya est un descendant de ce sheikh. Les autres lignées déjà existantes ou établies ultérieurement s'apparentent au nom du fameux sheikh et deviendront avec le temps les ay h med c'est-à-dire "gens de h med".
La mémoire collective retient l'existence de tribus judeo berbères qui auraient embrassé l'islam avec établissement du saint soufi dans la localité.
La propriété privée des vergers avoisinant les maisons d'habitations, le cimetière familial ainsi que l'édifice du grenier collectif haqliaath confèrent le caractère privé des quartiers familiaux.
L'établissement de l'état civil dans les années 1940 a permis la constitution de 22 patronymes.
Les familles principales de chaque quartier sont : Abbas à guern Abbas ou ich nah Abbas, les Messaoui au quartier R'mel -, Guergueb au quartier Lagrarat, Boujhentef au quartier Hbiith, Jimaoui au quartier M'richi et Boussekar au quartier Machkal et Miouri, S'y ajoutent les familles de Meftah, Bouras, Saci, Mengri, Abderhmani, Boumaaraf, Guettouchi, Zelli, Guedida, Mokrani, Abouda, Mahdad, Mezerdi, Hamza, Abidi, Azizi, Séfiouna, Djahara, Djoubri, Adnana.

## Histoire

### Époque coloniale française
La tribu des ay ahmed , joue un rôle primordial au début de la conquête française en repoussant les troupes françaises en 1844, empêchant ainsi la conquête de l'Aurés par Biskra et la vallée de l'Oued al Abiod (épisode illustré par un tableau d'Auguste Raffet, La bataille de M'chounech de 1844).
À la fin du XIXe siècle, M'chouneche devient le centre d'un des treize douars (fraction de commune sous la responsabilité d'un caïd) de la commune mixte de l'Aurès (chef-lieu : Arris).
Dans les années 1920, Salah u Boumesrane de la famille Moussaoui, est un fervent opposant à l'administration coloniale. Il est alors considéré par la population comme un héros, un bandit d'honneur, au même titre que Messaoud ug Zelmat des Aith Bouslimane de T'kout.

### Guerre d'Algerie
La commune est un des points de départ dans le déclenchement de la Guerre d'Algérie, sous le commandement de Mostefa Ben Boulaid, responsable de la zone de l'Aurès. Le 1er novembre 1954, l'autocar Biskra-Arris est arrêté dans les gorges de Tighanimine par les insurgés, qui abattent le caïd de M'chouneche, Hadj Sadok (ainsi que Guy Monnerot, un instituteur venu de la métropole). Par la suite, intégrée dans la wilaya I à partir de 1956, M'chouneche constitue une zone de repli pour les combattants de la wilaya VI (Sahara) sous le commandement du colonel Si El haoués, originaire de cette localité.
En 1956, M'chouneche devient une commune lorsqu'Arris devient une sous-préfecture du département de Batna.